# Тотнес
Тотнес (англ. Totnes, ˈtɒtnɨs или tɒtˈnɛs) — рыночный город в дельте Дарта в Девоншире, Англия, внутри южно-девонского района выдающейся природной красоты. Расположен в 35 км (22 милях) южнее Эксетера; административный центр района Саут Хэмс.
Первые летописные упоминания Тотнеса датированы 907-м годом, когда там был построен первый замок; в XII веке он был уже важным рыночным городом. О былом богатстве города свидетельствуют купеческие дома XV—XVI веков.
Сейчас в Тотнесе проживает 7444 человека. Он является центром музыки, живописи, театра и натуропатии. В городе есть заметные сообщества альтернативщиков и последователей «New Age», он известен как место, где можно жить богемной жизнью[уточнить].

## Легендарная история

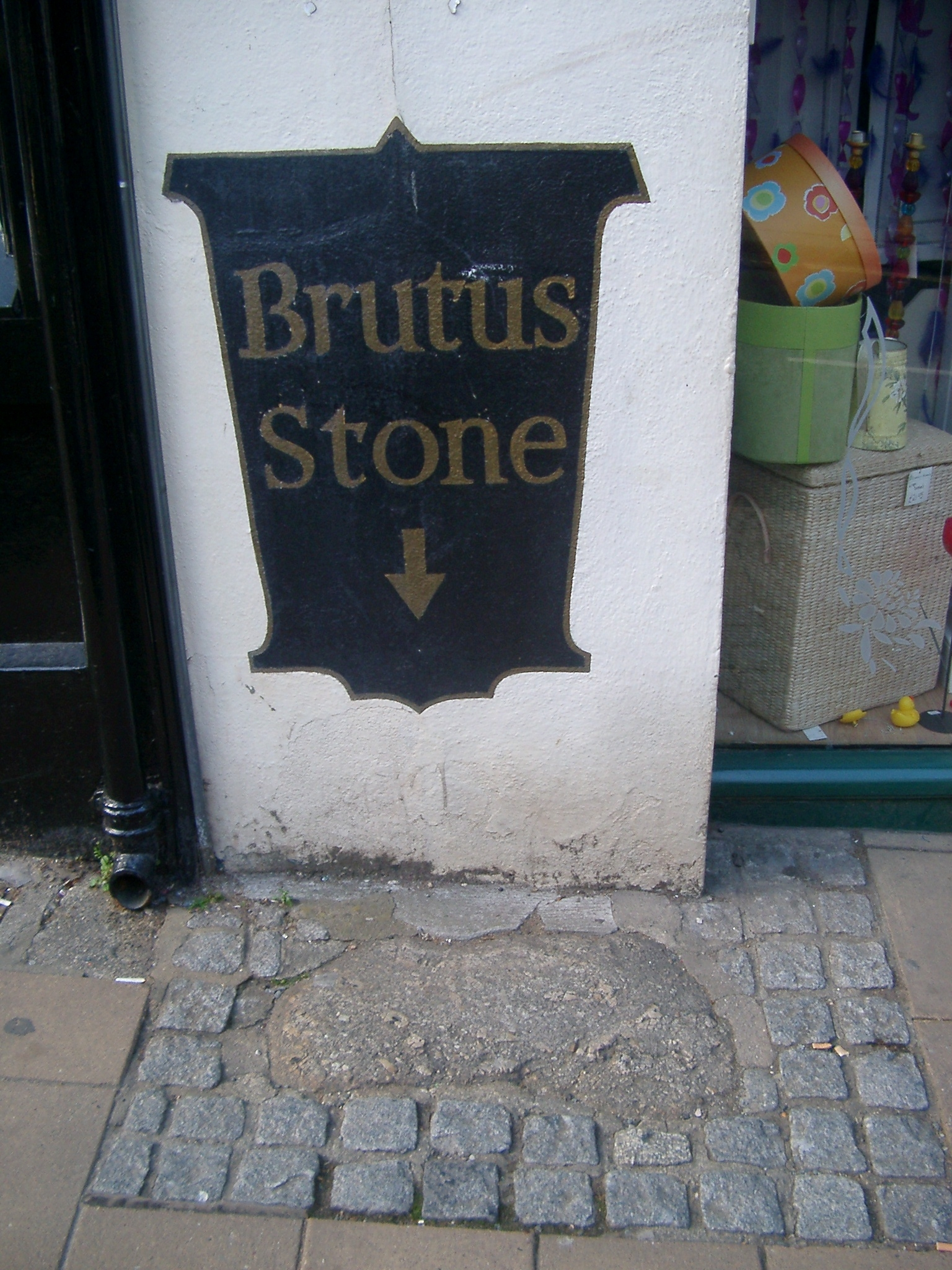
«Камень Брута» на Передней улице

Согласно Истории королей Британии Гальфрида Монмутского (ок. 1136), Брут впервые ступил на землю Британии «на Тотонском побережье». На Передней улице в тротуар вмонтирован «Брутов камень» — небольшой гранитный валун, на который, по местному преданию, Брут ступил, выходя из корабля. В это время он, как рассказывают, произнёс:
Здесь я стою, и здесь конец моего пути. А город этот будет назван Тотнес.Оригинальный текст (англ.)Here I stand and here I rest. And this town shall be called Totnes.
Камень расположен много выше самых высоких приливов, а предание это, видимо, не очень древнее; впервые о нём упоминает Джон Принс в книге Worthies of Devon (1697). Возможно, когда-то с него городской глашатай (англ. bruiter) объявлял свои новости (bruit); а может быть, это "le Brodestone", граничный камень, упоминаемый в некоторых спорах XV века: его последнее известное местоположение (в 1471 году) было под Восточными Воротами.
Название «Тотнес» (впервые записано в 979 году) происходит от староанглийского личного имени Totta и ness (мыс).